# 三木市立吉川中学校
三木市立吉川中学校（みきしりつ よかわちゅうがっこう）は、兵庫県三木市吉川町大沢にある市立中学校。

## 沿革
- 1958年 - 東吉川中学校・上吉川中学校・中吉川中学校が統合して、開校。
- 1960年 - 竣工式。
- 2004年 - 改修工事完了。
- 2005年 - 合併により吉川町立から三木市立に変更。

## 部活動
- 野球部
- サッカー部
- 陸上競技部
- 女子ソフトテニス部
- 男子バスケットボール部
- 女子バレーボール部
- 音楽部

## 通学区域
- 三木市[3]
  - 吉川町

## 進学前小学校
- 三木市立吉川小学校
- 三木市立東吉川小学校

## 周辺の施設
- 吉川病院
- 吉川温泉よかたん

## 周辺の道路
- 中国自動車道吉川インターチェンジ
- 国道428号
- 兵庫県道17号西脇三田線
- 兵庫県道512号新田大沢線

## 卒業生
- 中村奨吾：大学野球日本代表、プロ野球選手[4]。

## 通学区域が隣接している学校
- 三木市立三木中学校
- 加東市立東条学園小中学校
- 三田市立藍中学校
- 三田市立ゆりのき台中学校
- 神戸市立北神戸中学校
- 神戸市立大沢中学校
- 神戸市立淡河中学校